# Elginus saltus
Elginus saltus är en insektsart som beskrevs av Naudé 1926. Elginus saltus ingår i släktet Elginus och familjen dvärgstritar. Inga underarter finns listade i Catalogue of Life.